# Falluca
Falluca è il nome italianizzato della nobile famiglia normanna Faloch o Falloc o Falluch che si insediò nell'Italia meridionale nell'XI secolo e divenne feudataria di un territorio nei pressi di Catanzaro, in Calabria, comprendente anche Rocca Falluca, un borgo che da loro prese il nome.

## Storia
I primi Falloc/Falluca noti sono Ugo ed Erberto, entrambi cavalieri normanni al seguito di Roberto il Guiscardo a cui rimasero fedeli anche durante la ribellione di Abelardo d'Altavilla, figlio del conte Umfredo.  Nel 1071, mentre il Guiscardo era occupato nell'assedio di Palermo, Abelardo si sollevò per detronizzare lo stesso Guiscardo con l'appoggio dei Bizantini e di altri feudatari, normanni e longobardi. Il Guiscardo non abbandonò l'assedio in Sicilia, ma delegò la lotta sul continente ai suoi fedeli. Secondo la cronaca di Goffredo Malaterra, mentre Abelardo si era rifugiato nella rocca di Santa Severina, il Guiscardo fece costruire tre castelli per stringere l'assedio attorno ai ribelli e costringerli alla resa. Il primo dei quali fu affidata a Ugo Falluca, il secondo a Rinaldo di Simula, mentre il terzo castello fu affidato a Erberto, fratello di Ugo, e a Custinobardo di Simula, fratello di Rinaldo.
Alla morte del Guiscardo (1085) i Falluca erano ancora feudatari di Rocca Falluca, Catanzaro, Belcastro e Simeri. Miera di Falluca, il figlio di Ugo, descritto da Goffredo Malaterra come un soldato valorosissimo sebbene mancino fu dapprima a fianco dell'erede del Guiscardo Ruggero Borsa, nella lotta di quest'ultimo contro il fratellastro Boemondo e gli altri feudatari riottosi. Miera, tuttavia, cercò di espandere i suoi domini occupando Maida nel 1087; poiché Ruggero Borsa non approvò questa azione, Miera cambiò campo appoggiando Boemondo. La partecipazione di Miera nella lotta fra i due figli del Guiscardo ebbe alterne vicende Miera finché fu costretto ad abbandonare Maida e ad abdicare a favore del proprio figlio Adamo nella speranza di poter conservare alla famiglia i domini di Rocca Falluca e di Catanzaro. Nel 1088 Miera vestì l'abito monastico e si ritirò in un convento di Benevento. Adamo Falluca non riuscì tuttavia a conservare il feudo di famiglia che tra la seconda metà del 1088 e la prima del 1089 fu diviso fra il conte Ruggero e Rodolfo di Loritello.
Un altro Falluca, i cui legami genealogici con i precedenti non sono tuttavia ben noti, fu Riccardo, il quale tra la fine del XII e i primi del XIII secolo era conte di Belcastro e Simeri. Fra il 1200 e il 1210 Riccardo resse anche la contea di Catanzaro, ottenuta probabilmente come premio per i servizi resi a Federico II. Morto Riccardo (1230), gli succedette il figlio Alamanno Falluca che tuttavia nel 1235 restituì a Federico II il feudo di Belcastro e Simeri in cambio delle terre di Lagonegro e Lauria, che furono rette da Alamanno fino alla morte dell'imperatore (1250). Clemencia Falluca, una figlia di Riccardo che nel 1266 aveva sposato Berardo di Tortoreto, chiese a Carlo I d'Angiò la restituzione di Belcastro e Simeri. Il re angioino aderì parzialmente alla richiesta, restituendo ai Falluca solo Belcastro, mentre Simeri fu incamerata dal Demanio regio. L'ultima appartenente alla famiglia Falluca fu Flos-Aliarum, nata nel 1221, la quale sposò Atenolfo dei conti di Aquino trasmettendo la signoria di Belcastro alla famiglia d'Aquino.  Nel novembre 1296 Flos-Aliarum era ancora vivente nel castello di Brocco in Terra di Lavoro.